# Valeriy Filipchuk
Valeriy Filipchuk (en russe : Филипчук Валерий, né le 30 juin 1991) est un athlète russe, spécialiste de la marche.
Avec un record personnel sur 10 km de 40 min 8 s, obtenu à Adler, 3e aux championnats nationaux d'hiver, le 28 février 2009 et une médaille de bronze aux Championnats d'Europe junior à Novi Sad en 40 min 29 s 35, il devient champion du monde junior à Moncton, en 40 min 43 s 17 (WJL).